# ال هرینگتن
ال هرینگتن (انگلیسی: Al Harrington؛ (زادهٔ ۱۲ دسامبر ۱۹۳۵ – درگذشتهٔ ۲۱ سپتامبر ۲۰۲۱) هنرپیشه اهل ایالات متحده آمریکا بود.
از فیلم‌ها یا مجموعه‌های تلویزیونی که وی در آن‌ها نقش داشت، می‌توان به هاوایی فایو-او و سپیددندان ۲ اشاره نمود.